# Пољска на Светском првенству у атлетици на отвореном 2013.
Пољска је учествовала на 14. Светском првенству у атлетици на отвореном 2013. одржаном у Москви од 10. до 18. августа четрнаести пут, односно учествовала је на свим првенствима до данас. Пољска је пријавила 55 учесника (31 мушкарца и 24 жене) који су се такмичили у 27 дисциплина (14 мушких и 13 женских).,
На овом првенству Пољска је по броју освојених медаља заузела 11. место са три освојене медаља (једна златна и две сребрне). Поред медаља, такмичари Пољске су оборили један национални рекорд и три лична рекорда и остварили један најбољи светски резултат сезоне, три најбоља национална резултата сезоне и девет најбоља лична резултата сезоне. У табели успешности према броју и пласману такмичара који су учествовали у финалним такмичењима (првих 8 такмичара) Пољска је са 11 учесника у финалу заузела 10. место са 44 бода.
| Плас. | Земља  | 1. место | 2. место | 3. место | 4. место | 5. место | 6. место | 7. место | 8. место | Бр. финал. | Бод. |
| ----- | ------ | -------- | -------- | -------- | -------- | -------- | -------- | -------- | -------- | ---------- | ---- |
| 10.   | Пољска | 1        | 2        | 0        | 1        | 0        | 4        | 2        | 1        | 11         | 44   |

## Учесници
| Мушкарци: - Карол Залевски — 200 м, 4х100 м - Адам Кшчот — 800 м - Марћин Левандовски — 800 м - Артур Нога — 110 м препоне - Матеуш Демчишак — 3.000 м препреке - Кристијан Залевски — 3.000 м препреке - Роберт Кубачик — 4х100 м - Grzegorz Zimniewicz — 4х100 м - Камил Крињски — 4х100 м - Јакуб Адамски — 4х100 м - Artur Zaczek — 4х100 м - Каспер Козловски — 4х400 м - Рафал Омелко — 4х400 м - Лукаш Кравчук — 4х400 м - Марчин Марчинишин — 4х400 м - Patryk Dobek — 4х400 м - Рафал Августин — Ходање 20 км - Давид Томала — Ходање 20 км - Гжегорж Судол — Ходање 50 км - Лукаш Новак — Ходање 50 км - Адриан Блоки — Ходање 50 км - Szymon Kiecana — Скок увис - Роберт Собера — Скок мотком - Томаш Мајевски — Бацање кугле - Јакуб Шишковски — Бацање кугле - Пјотр Малаховски — Бацање диска - Роберт Урбанек — Бацање диска - Павел Фајдек — Бацање кладива - Шимон Зјолковски — Бацање кладива - Марћин Круковски — Бацање копља - Лукаш Гжешчук — Бацање копља | Жене: - Марика Попович — 200 м, 4х100 м - Рената Плиш — 1.500 м - Доминика Новаковска — 5.000 м - Каролина Јажињска — 10.000 м - Вероника Ведлер — 4х100 м - Евелина Птак — 4х100 м - Марта Јешке — 4х100 м - Мартина Опон — 4х100 м - Малгожата Холуб — 4х400 м - Патрицја Вићшкјевич — 4х400 м - Iga Baumgart — 4х400 м - Јустина Свјенти — 4х400 м - Агата Беднарек — 4х400 м - Катажина Ковалска — 3.000 м препреке - Паулина Бузјак — Ходање 20 км - Агњешка Дигач — Ходање 20 км - Катажина Квока — Ходање 20 км - Камила Лићвинко — Скок увис - Јустина Каспжицка — Скок увис - Ана Роговска — Скок мотком - Ана Јагаћак — Троскок - Жанета Гланц — Бацање диска - Анита Влодарчик — Бацање кладива - Каролина Тимињска — Седмобој |  |

## Освајачи медаља
|  |  |  |  |

### Злато (1)
- Павел Фајдек — Бацање кладива

### Сребро (2)
- Анита Влодарчик — Бацање кладива
- Пјотр Малаховски — Бацање диска

## Резултати

### Мушкарци
| Атлетичар                                                                                     | Дисциплина       | Лични рекорд | Предтакмичење                 | Предтакмичење                 | Квалификације         | Квалификације        | Полуфинале            | Полуфинале   | Финале                | Финале       | Детаљи |
| Атлетичар                                                                                     | Дисциплина       | Лични рекорд | Резултат                      | Место                         | Резултат              | Место                | Резултат              | Место        | Резултат              | Место        | Детаљи |
| --------------------------------------------------------------------------------------------- | ---------------- | ------------ | ----------------------------- | ----------------------------- | --------------------- | -------------------- | --------------------- | ------------ | --------------------- | ------------ | ------ |
| Карол Залевски                                                                                | 200 м            | 20,41        |                               |                               | 20,60 кв              | 4. у гр 5            | 20,66                 | 8. у гр 2    | Нису се квалификовали | 20 / 35 (43) |        |
| Адам Кшчот                                                                                    | 800 м            | 1:43,96      | 1:46,26 КВ                    | 2. у гр 2                     | 1:45,68               | 4. у гр 3            | 12 / 47 (49)          |              | Нису се квалификовали |              |        |
| Марћин Левандовски                                                                            | 800 м            | 1:43,84      | 1:47,83 КВ                    | 2. у гр 1                     | 1:44,56 кв            | 2. у гр 1            | 1:44,08 ЛРС           | 4 / 47 (49)  |                       |              |        |
| Артур Нога                                                                                    | 110 м препоне    | 13,27        | 13,44 кв                      | 1. у гр 1                     | 13,35                 | 6. у гр 2            | Нису се квалификовали | 9 / 33 (34)  |                       |              |        |
| Матеуш Демчишак                                                                               | 3.000 м препреке | 8:26,30      | 8:34,60                       | 11. у гр. 1                   |                       |                      | Нису се квалификовали | 29 / 35 (41) |                       |              |        |
| Кристијан Залевски                                                                            | 3.000 м препреке | 8:23,31      | дисквалификован по чл. 163,3б | дисквалификован по чл. 163,3б | Није се квалификовао  | Није се квалификовао |                       |              |                       |              |        |
| Роберт Кубачик Grzegorz Zimniewicz Карол Залевски2 Камил Крињски Јакуб Адамски* Artur Zaczek* | 4 х 100 м        | 38,31 НР     | 38,51 НРС                     | 5. у гр 1                     | Нису се квалификовали | 21 / 21 (22)         |                       |              |                       |              |        |
| Каспер Козловски Рафал Омелко Лукаш Кравчук Марчин Марчинишин Patryk Dobek*                   | 4 х 400 м        | 2:58,00 НР   | 3:01,73 НРС                   | 5. у гр 2                     | Нису се квалификовали | 9 / 24               |                       |              |                       |              |        |
| Рафал Августин                                                                                | 20 км ходање     | 1:20:53      |                               |                               |                       |                      |                       |              | 1:24:03               | 19 / 52 (64) |        |
| Давид Томала                                                                                  | 20 км ходање     | 1:20:30      | Није завршио трку             | Није завршио трку             |                       |                      |                       |              |                       |              |        |
| Гжегорж Судол                                                                                 | 50 км ходање     | 3:42:24      | 3:41:20 ЛР                    | 6 / 46 (61)                   |                       |                      |                       |              |                       |              |        |
| Лукаш Новак                                                                                   | 50 км ходање     | 3:42:47      | 3:43:38 ЛРС                   | 8 / 46 (61)                   |                       |                      |                       |              |                       |              |        |
| Адриан Блоки                                                                                  | 50 км ходање     | 3:50:48      | 3:51:00                       | 31 / 46 (61)                  |                       |                      |                       |              |                       |              |        |
| Szymon Kiecana                                                                                | Скок увис        | 2,31         |                               |                               | 2,17                  | 14. у гр. Б          |                       |              | Није се квалификовао  | 25 / 32 (34) |        |
| Роберт Собера                                                                                 | Скок мотком      | 5,71         | Без пласмана                  | Без пласмана                  | Није се квалификовао  | Није се квалификовао |                       |              |                       |              |        |
| Томаш Мајевски                                                                                | Бацање кугле     | 21,95 НР     | 20,76 КВ                      | 2. у гр. Б                    | 20,98 ЛРС             | 6 / 29               |                       |              |                       |              |        |
| Јакуб Шишковски                                                                               | Бацање кугле     | 20,16        | 19,36                         | 9. у гр. А                    | Није се квалификовао  | 17 / 29              |                       |              |                       |              |        |
| Пјотр Малаховски                                                                              | Бацање диска     | 71,84 НР     | 66,00 КВ                      | 1. у гр. Б                    | 68,36                 |                      |                       |              |                       |              |        |
| Роберт Урбанек                                                                                | Бацање диска     | 66,93        | 64,21 кв                      | 3. у гр. А                    | 64,32                 | 6 / 30               |                       |              |                       |              |        |
| Павел Фајдек                                                                                  | Бацање кладива   | 81,39        | 76,17 кв                      | 5. у гр. А                    | 81,97 СРС, ЛР         |                      |                       |              |                       |              |        |
| Шимон Зјолковски                                                                              | Бацање кладива   | 83,38 НР     | 76,85 кв                      | 4. у гр. Б                    | 76,84                 | 9 / 27 (29)          |                       |              |                       |              |        |
| Марћин Круковски                                                                              | Бацање копља     | 83,04        | 76,93                         | 12. у гр. А                   | Нису се квалификовали | 25 / 33 (34)         |                       |              |                       |              |        |
| Лукаш Гжешчук                                                                                 | Бацање копља     | 83,98        | 74,72                         | 13. у гр. Б                   | Нису се квалификовали | 28 / 33 (34)         |                       |              |                       |              |        |

- Атлетичари у штафетама означени звездицом били је резерва и нису учествовали у трци штафета.
- Атлетичари означени бројем учествовали су у више дисциплина.

### Жене
| Атлетичарка                                                                          | Дисциплина       | Лични рекорд | Квалификације | Квалификације | Полуфинале            | Полуфинале            | Финале                | Финале       | Детаљи |
| Атлетичарка                                                                          | Дисциплина       | Лични рекорд | Резултат      | Место         | Резултат              | Место                 | Резултат              | Место        | Детаљи |
| ------------------------------------------------------------------------------------ | ---------------- | ------------ | ------------- | ------------- | --------------------- | --------------------- | --------------------- | ------------ | ------ |
| Марика Попович                                                                       | 200 м            | 23,15        | 23,22 ЛРС     | 4. у гр. 2    | Није се квалификовала | Није се квалификовала | Није се квалификовала | 24 / 46 (50) |        |
| Рената Плиш                                                                          | 1.500 м          | 4:03,50      | 4:08,20 КВ    | 5. у гр. 1    | 4:08,02               | 7. у гр. 2            | Није се квалификовала | 16 / 37      |        |
| Доминика Новаковска                                                                  | 5.000 м          | 15:16,11     | 15:45,10 кв   | 10. у гр. 2   |                       |                       | 15:58,26              | 14 / 21 (22) |        |
| Каролина Јажињска                                                                    | 10.000 м         | 31:43,51 НР  |               |               |                       |                       | 32:54,15              | 15 / 17 (19) |        |
| Катажина Ковалска                                                                    | 3.000 м препреке | 9:26,93      | 9:44,12       | 10. у гр. 2   |                       |                       | Нису се квалификовале | 16 / 27 (29) |        |
| Марика Попович2, Вероника Ведлер, Евелина Птак, Марта Јешке, Мартина Опон*           | 4 х 100 м        | 42,68 НР     | 43,18 НРС     | 5. у гр 3     | 11 / 17 (19)          |                       | Нису се квалификовале |              |        |
| Малгожата Холуб, Патрицја Вићшкјевич, Iga Baumgart, Јустина Свјенти, Агата Беднарек* | 4 х 400 м        | 3:24,49 НР   | 3:29,75       | 5. у гр 2     | 9 / 16 (17)           |                       | Нису се квалификовале |              |        |
| Паулина Бузјак                                                                       | 20 км ходање     | 1:29:44      |               |               |                       |                       | 1:33:30               | 29 / 56 (62) |        |
| Агњешка Дигач                                                                        | 20 км ходање     | 1:30:56      | 1:34:42       | 43 / 56 (62)  |                       |                       |                       |              |        |
| Катажина Квока                                                                       | 20 км ходање     | 1:29:21 НР   | 1:36:54       | 52 / 56 (62)  |                       |                       |                       |              |        |
| Камила Лићвинко                                                                      | Скок увис        | 1,99 НР      | 1,92 кв       | 5. у гр. Б    |                       |                       | 1,93                  | 7 / 37       |        |
| Јустина Каспжицка                                                                    | Скок увис        | 1,95         | 1,92 кв       | 6. у гр. А    | 1,97 ЛР               | 6 / 27                |                       |              |        |
| Ана Роговска                                                                         | Скок мотком      | 4,83 НР      | Без пласмана  | Без пласмана  | Није се квалификовала | Није се квалификовала |                       |              |        |
| Ана Јагаћак                                                                          | Троскок          | 14,25        | 13,96 кв      | 5. у гр. Б    | 13,95                 | 10 / 21               |                       |              |        |
| Жанета Гланц                                                                         | Бацање диска     | 65,34        | 61,62 кв      | 5. у гр. Б    | 62,90 ЛРС             | 7 / 26                |                       |              |        |
| Анита Влодарчик                                                                      | Бацање кладива   | 78,30 НР     | 76,18 КВ      | 1. у гр. Б    | 78,46 НР              |                       |                       |              |        |

- Атлетичарке у штафетама означене звездицом биле су резерве и нису учествовале у трци штафета.
- Атлетичарка означена бројем учествовала је у више дисциплина.

Седмобој
| Дисциплина    | Каролина Тимињска | Каролина Тимињска | Каролина Тимињска | Каролина Тимињска | Каролина Тимињска | Каролина Тимињска |
| Дисциплина    | Лич. рек.         | Резултат          | Бод.              | Плас.             | Укупно            | Плас.             |
| ------------- | ----------------- | ----------------- | ----------------- | ----------------- | ----------------- | ----------------- |
| 100 м препоне | 13,12             | 13,48             | 1.053             |                   |                   |                   |
| Скок увис     | 1,77              | 1,68              | 830               | 29                | 1.883             | 21                |
| Бацање кугле  | 14,82             | 13,74             | 777               | 11                | 2.660             | 20                |
| 200 м         | 23,32             | 24,13             | 968               | 5                 | 3.628             | 11                |
| Скок удаљ     | 6,63              | 6,32              | 949               | 6                 | 4.577             | 9                 |
| Бацање копља  | 42,40             | 40,61             | 679               | 20                | 5.256             | 13                |
| 800 м         | 2:05,21           | 2:06,64 ЛРС       | 1.014             | 2                 |                   |                   |
| Седмобој      | 6.544             |                   |                   |                   | 6.270             | 9 / 29 (33)       |